# Silna Grupa pod Wezwaniem
Silna Grupa pod Wezwaniem – polski zespół muzyczny, założony w 1968 roku przez Kazimierza Grześkowiaka, Jacka Nieżychowskiego, Andrzeja Zakrzewskiego i Tadeusza Chyłę.
W 1970 roku ukazała się płyta długogrająca pt. Silna Grupa pod Wezwaniem (Polskie Nagrania Muza ‎– XL 0653).
Do najbardziej znanych piosenek Silnej Grupy pod Wezwaniem należą:
- Chłop żywemu nie przepuści
- Odmieniec
- To je moje
- Rozprawa o robokach
- W południe
- Kawalerskie noce

Zespół wystąpił podczas otwarcia Mistrzostw Świata w Piłce Nożnej w 1974 r. w Niemczech. Grupa rozwiązała się w tym samym roku.
1 grudnia 2008 r. Kazik Staszewski wydał płytę „Silny Kazik pod Wezwaniem” zawierającą covery piosenek Silnej Grupy pod Wezwaniem.